# Heysselt
Heysselt parfois Heisselt (en néerlandais Heiselt) est un hameau de Goyer, une section de Gingelom située dans la province belge du Limbourg.

## Toponymie
Il y a plusieurs étymologies possibles :
- Heiss, chaud, zelt, tente : Tente chaude.
- Heyster, jeune arbre, zelt, tente : tente de jeunes arbres ou huttes de baliveaux.
- Hey, bruyère, selt, pavillon : Pavillon ou maison de la bruyère.
- Heitsel, fagot, selt, maison : Maisons construites avec des branches mortes.

## Géographie
Le hameau est situé à l'est du village de Goyer, près de la frontière avec Heers. La frontière linguistique se situe à quelques centaines de mètres au sud de Heysselt.
Le Melsterbeek, un affluent de la Gette, prend sa source à Heysselt.
La chapelle Saint-Amand est située dans le hameau. Cette chapelle accessible date du dernier quart du XVIIIe siècle et est conçue comme une église à une seule nef. Le bâtiment est construit en brique et fini avec du calcaire et du marbre. Le mobilier comprend, entre autres, une statue en chêne de saint Amand du XVe siècle et une statue également en chêne d'un Ecce Homo du XVIIe siècle.

## Villages à proximité
Boekhout, Goyer, Roclenge-Looz, Hasselbrouck